# 1295년

## 연호
- 원(元) 원정(元貞) 원년
- 일본(日本) 에이닌(永仁) 3년
- 쩐 왕조(陳朝) 흥롱(興隆) 3년

## 기년
- 원(元) 성종(成宗) 원년
- 고려(高麗) 충렬왕(忠烈王) 21년
- 쩐 왕조(陳朝) 영종(英宗) 3년

## 사건
- 탐라를 제주로 고쳐서 부름
- 마르코 폴로가 베네치아로 돌아오다.

## 탄생
- 12월 29일 - 고려의 문신 민사평(閔思平)